# Kenan Evren
Ahmet Kenan Evren (født 17. juli 1917, død 9. maj 2015) var Tyrkiets præsident i 1980-89.
Evren gik ind i det tyrkiske forsvar i 1936. Efter at have tjenestegjort som artilleriofficer blev han stabsofficer i 1949, og han havde der efter en række forskellige poster både i Tyrkiet og udlandet. Han blev chef for den tyrkiske generalstab i 1978.
Da de tyrkiske generaler styrtede regeringen ved et statskup i 1980, blev Evren statsoverhoved som leder for Tyrkiets "nationale sikkerhedsråd". I 1982 tog han også formelt titel som præsident. I forbindelse med kuppet blev 50 personer henrettede og en halv million arresterede, hvoraf hundredvis døde i fængsel. Dette gjorde, at de tyrkiske anklagemyndigheder i 2012 rejste sag mod den da 95 år gamle Evren. Han blev i juni 2014 dømt til livstids fængsel. Evren døde den 9. maj 2015 på et militærsygehus i Ankara, 97 år gammel.